# Yuri Oberon
Emerson Bermudes, mais conhecido como Yuri Oberon, (Nova Iguaçu, 30 de janeiro de 1990) é um modelo, fotógrafo, produtor cultural e ator brasileiro conhecido pela produção de conteúdo adulto e explícito do gênero homossexual. Em 2019, foi indicado ao Prêmio Sexy Hot, alcunhado "Óscar do pornô brasileiro", na categoria "Revelação LGBT".

## Carreira
Formado em Publicidade, Yuri Oberon deu início à sua carreira em 2016, envolvendo-se em produções de filmes amadores. No mesmo ano, deu um passo importante ao participar de seus primeiros filmes profissionais com a produtora estadunidense Flava Works, sob o selo Papicock. Sua notável postura em tela o levou a ser escolhido como o "Modelo do Mês de Outubro" no calendário da produtora.
Em 2018, Yuri fez seus primeiros trabalhos para o mercado brasileiro e recebeu destaque na indústria nacional ao ser indicado como "Ator Revelação LGBT" no Prêmio Sexy Hot de 2019. A mesma categoria revelou nomes como o da atriz Dread Hot e do ator Marcos Goiano.
Yuri Oberon expandiu sua presença e produção na indústria do entretenimento adulto, em 2019, ao criar seu próprio canal de assinaturas no OnlyFans, plataforma que permite publicação de conteúdo adulto explícito e facilita a interação direta com os fãs.
Sua versatilidade e presença marcante continuam a solidificar seu status como uma figura influente no mundo do entretenimento adulto. Em 2023, uma parceria envolvendo Yuri Oberon e a Treasure Island Media, produzida para o aniversário de 25 anos da produtora, viralizou na internet. O gangbang com 28 ativos, que teve o ator Petrick Garcia como único passivo em cena, se tornou um meme, discussão sobre saúde pública, tema de podcast e até uma música.

## Participações Especiais
Além de suas atuações em filmes adultos, Yuri Oberon também se aventura em outros projetos. Em 2020, fez uma participação especial no videoclipe de “Pelo Amor de Deize”, da Jup do Bairro com a Deize Tigrona. O clipe conta com a presença de outros nomes influentes da comunidade artística LGBT, como Liniker, Mel Gonçalves e Urias. 
No mesmo ano, Yuri foi entrevistado pela cantora Jaloo no canal da artista na plataforma de streaming Twitch, para o quadro "Jaloo Na Cama". Yuri foi o terceiro e último entrevistado da série de bate-papos sobre gênero e sexualidade, após Linn da Quebrada e Bruna Linzmeyer, também ícones da comunidade LGBT do Brasil.
Ainda em 2020, Oberon foi atração principal de uma festa online com show de sexo ao vivo, no que mais tarde viria a ser chamado de ‘websuruba’, tipo de evento que se tornou recorrente do cenário pandêmico.
Em 2022, Yuri Oberon participou do clipe Kama Surta dos funkeiros Dornelles e Dj Swag do Complexo.  A obra faz referência ao clássico indiano famoso pelas ilustrações da sexualidade humana, o Kama Sutra. Mais tarde a música recebeu um remix do cantor e produtor Malharo e participação da cantora Danny Bond.

## Filmografia
| Ano  | Título                                                          | Produtora             |
| ---- | --------------------------------------------------------------- | --------------------- |
| 2018 | Raw In Rio 3: Breeding In Paradise                              | Flava Works           |
| 2018 | Raw in Rio 4: Cum Inside Me                                     | Flava Works           |
| 2018 | Brasileiro Sem Camisinha (com Christian Hupper)                 | HotBoys               |
| 2018 | Brasileiro Sem Camisinha (com Theo Barone)                      | HotBoys               |
| 2019 | Fase Final Audições HOT 3 - Cena 2 (Passivo)                    | HotBoys               |
| 2020 | DeAngelo Jackson & Yuri Oberon                                  | PapiCock              |
| 2020 | Papi Layed the Pipe in the Jacuzzi                              | PapiCock              |
| 2020 | Kauê Dantas + Yuri Oberon: Pinga Milk                           | PapiCock              |
| 2020 | Yuri Oberon + Gustavo Ryder + Neo Fernandes                     | PapiCock              |
| 2020 | Luan Vilella + Yuri Oberon + Neo Fernandes: Threesome Breedsome | PapiCock              |
| 2020 | Big Dick Papi                                                   | PapiCock              |
| 2020 | Yuri Oberon & Italo Andrade                                     | PapiCock              |
| 2020 | PigBoy in Brazil 2                                              | Raw Fuck Club         |
| 2021 | GangBangapalooza                                                | Treasure Island Media |
| 2022 | Brazilian Cum Dumps Vol. 1                                      | Flava Works           |
| 2023 | GangBangapalooza 2                                              | Treasure Island Media |
| 2023 | Nympho-Man: Tim's 25th Anniversary Ultimate Gangbang            | Treasure Island Media |
| 2023 | Good Breeding                                                   | Treasure Island Media |
| 2023 | Rhyheim Does Rio                                                | Naked Sword           |
| 2024 | Deep in Paradise                                                | Naked Sword           |